# جوناثان فالي
جوناثان فالي هو لاعب كرة قدم كندي في مركز الوسط، ولد في 22 أبريل 1995 في غاتينو في كندا. لعب مع أوتاوا فيوري.